# 1932 en Ontario
Chronologie de l'Ontario
- 1928
- 1929
- 1930
- 1931
- 1932
- 1933
- 1934
- 1935
- 1936

Cette page concerne des événements d'actualité qui se sont produits durant l'année 1932 dans la province canadienne de l'Ontario.

## Politique
- Premier ministre : George Stewart Henry (Parti conservateur)
- Chef de l'Opposition: W. E. N. Sinclair (Parti libéral)
- Lieutenant-gouverneur: William Mulock (en) puis Herbert Alexander Bruce (en)
- Législature: 18e (en)

## Naissances
- 1er mars :
  - Mike Buchanan (en), défenseur de hockey sur glace († 3 janvier 2017).
  - Donald Stovel Macdonald, député fédéral de Rosedale (1962-1978).
- 14 mars : Norval Morrisseau, artiste († 4 décembre 2007).
- 6 avril : Eugène Bellemare (en), député fédéral d'Ottawa—Orléans (1988-2004).
- 10 juin : Hal Jackman (en), 25e lieutenant-gouverneur de l'Ontario.
- 22 juillet : Doug Kyle (en), coureur.
- 14 septembre : Harry Sinden, joueur de hockey sur glace.
- 25 septembre : Glenn Gould, pianiste, compositeur, écrivain, homme de radio et réalisateur († 5 octobre 1982).
- 24 octobre : Robert Mundell, économiste.
- 1er novembre : Al Arbour, joueur de hockey sur glace († 28 août 2015).

## Décès
- 6 mars : Joseph-Hormisdas Legris, député provincial de Maskinongé (1888-1890) à l'Assemblée nationale du Québec et député fédéral de Maskinongé (1891-1903) et sénateur (° 6 mai 1850).
- 7 août : Napoléon Antoine Belcourt, député fédéral de la Cité d'Ottawa (1896-1907), 10e président de la Chambre des communes du Canada et sénateur (° 15 septembre 1860).
- 21 août : Leonard Burnett (en), député fédéral de l'Ontario-Sud (1896-1900) (° 5 avril 1845).
- 26 novembre : J. E. H. MacDonald, artiste et un des fondateurs du groupe des sept (° 12 mai 1873).